# 헤드마르크주

헤드마르크주의 위치

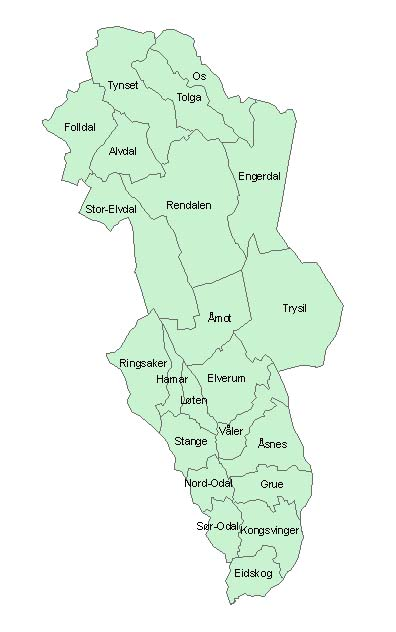
헤드마르크주의 지방 자치체

헤드마르크주(노르웨이어: Hedmark fylke)는 노르웨이 동부에 위치했던 폐지된 주이다. 주도는 하마르이며 면적은 27,397 km2, 인구는 194,236명(2014년 기준), 인구 밀도는 7명/km2이다. 북쪽으로는 쇠르트뢰넬라그주, 서쪽으로는 오플란주, 남쪽으로는 아케르스후스주와 접하며 동쪽으로는 스웨덴과 국경을 접한다. 22개 지방 자치체를 관할했다. 1994년 동계 올림픽의 일부 종목 경기가 이 곳에서 개최되었다.
2020년 1월 1일부로 오플란주와 통폐합되어 인라네주가 신설되면서 폐지되었다.

헤드마르크주의 문장

## 인구
| 연도                       | 인구    | ±%    |
| -------------------------- | ------- | ----- |
| 1951                       | 173,167 | —     |
| 1961                       | 177,324 | +2.4% |
| 1971                       | 179,204 | +1.1% |
| 1981                       | 187,223 | +4.5% |
| 1991                       | 187,314 | +0.0% |
| 2001                       | 187,999 | +0.4% |
| 2011                       | 191,622 | +1.9% |
| 2021?                      | 204,065 | +6.5% |
| 2031?                      | 216,105 | +5.9% |
| Source: Statistics Norway. |         |       |